# 梅久那省
33°27′05″N 7°30′54″W / 33.451494°N 7.514992°W
梅久那省（阿拉伯语：‎），是摩洛哥的省份，位於該國西北部，由卡薩布蘭卡-塞塔特大區負責管轄，首府設於梅久那，面積234平方公里，2014年人口172,680，人口密度每平方公里738人。